# 內環結構

如圖，最上端的結構是莖環結構（髮卡結構），自上往下第二個結構是對稱內環結構，第三、第四、第五個結構是不對稱內環結構

內環結構（Internal loop）是一種RNA的高級結構，是RNA雙鏈中兩條鏈上對位的核苷酸殘基的鹼基無法配對產生的膨起環。內環分爲對稱和不對稱兩種。其中，對稱的內環是兩條鏈上對位的核苷酸殘基同時膨起產生的，而不對稱的內環結構中，只有一條鏈上有幾個核苷酸殘基膨起。對稱內環結構不是很穩定，一般只出現在RNA分子的移動過程中。而不對稱內環相對穩定。在核糖體RNA（rRNA）中就有較豐富的內環結構。
內環結構和莖環結構（髮卡結構）的區別在於，內環結構出現在RNA雙鏈的內部，「環」兩端都是閉合雙鏈。而莖環結構的「環」出現在雙鏈的一端。
內環可分為對稱或不對稱，其中一些不對稱的內環也稱為凸起(bulge)。 許多重要的結構圖案均由內環組成，例如 C-環、 對接彎頭(the docking-elbow)、 扭結轉彎（k 轉彎）(kink-turns, k-turn)、 直角、 sarcin/ricin 環（也稱為為凸起-G, bulged-G 基序）、 扭曲基序、 和UAA/GAN 內環基序。